# Крайцери проект 26-бис
Крайцери проект 26-бис „Максим Горки“ са тип леки крайцери на ВМФ на СССР от времето на Втората световна война, развитие на крайцерите от проект 26 „Киров“.

## История на създаването
Съветското ръководство обръща внимание на скромното брониране на първата серия „полутежки крайцери“. То е решено да се усили като приоритет.
Работите по изменение на проекта 26 в проект 26-бис се изпълняват в ЦКБ-17 (така от 1937 г. се нарича ЦКБС-1) под ръководството на главния конструктор А. И. Маслов.

## Особености на конструкцията
Корпусът се разделя на 19 водонепроницаеми отсека.
Отличават се от прототипа, крайцера „Киров“, по следните параметри:
- Дървената мебел е заменена с метална;
- Дебелината на бронята на борда, траверсите и барбетите на кулите на главния калибър (ГК) е увеличена до 70 mm;
- Усилена е малокалибрената зенитна артилерия;
- Четириногата фокмачта е заменена с кулоподобна (за намаляване на вибрациите на КДП (команден далекомерен пост)), реконструирана е предната надстройка (височината на КДП е 20 m вместо 26 при прототипа);
- Запасът гориво е увеличен до 1660 t;
- Запасът авиобензин е намален до 4,8 t;
- Поставен е съветски катапулт ЗК-1 производство на Ленинградския завод за ПТО „Киров“ (главен конструктор Бухвостов);
- Поставена е система от прибори за управление на стрелбата (ПУС) „Молния-АЦ“
- Поставени са усъвършенствани МПУАЗО „Горизонт-2“ със ЗАС „Горизонт-2“;
- Постът за УКВ свръзка е пренесен на 4 ниво.

Предназначеният за тях корабен разузнавач КОР-2 е проектиран по схемата летяща лодка. Държавните му изпитания започват през 1941 г. Временно първите два крайцера от проекта 26-бис получават самолетите-разузнавачи КОР-1, създадени в таганрогското ЦКБ за морско самолетостроене, поради липса на по-съвършена машина. КОР-2 крайцерите получават в хода на войната.

## Конструкция

### Корпус
Корпусът на крайцерите от типа „Максим Горки“ като цяло повтаря проекта 26. Той е нитован, с полубак и транцева корма, има две палуби – горна и долна (бронирана) и две платформи. Системата на набора на корпуса – в средната част (61 – 219 шп.) – надлъжна, с дължина на шпацията 750 mm, в краищата – напречна, с шпация 500 mm.
На протежение на 61—224-тия шп. корпусът има двойно дъно. Височината на корпуса при мидъла и в кърмата съставлява 10,1 m, при носа – 13,38 m. Газенето е 5,8 m. Височината на борда в носа съставлява 7,6 m, на мидъла и в кърмата – 4,3 m. Началната метацентрична височина при нормална водоизместимост достига 1,1 m. За първи път в практиката на съветското корабостроене долната част на полубалансирния рул и върховете на гребните винтове излизат над основната линия на 1200 mm, в резултат на което маневреността на крайцера е подобрена.
Корпусът се разделя на 19 водонепроницаеми отсека, в главните прегради отсъстват врати или каквито и да е проходи под долната (бронирана) палуба. Непотопимостта на кораба е осигурена при наводняването на три отсека.
Крайцерът има два моторни катера КС-26, два 16-веселни моторни баркаса, два шествеселни яла и по един четиривеселен и шествеселен спасителен велбот.

### Въоръжение
Артилерията на главния калибър се състои от девет 180-мм оръдия Б-1-П в три трицевни оръдейни установки МК-3-180. Боекомплектът им се състои от 900 (по 100 на оръдие) изстрела, при претоварване – 942 изстрела. Зарядите биват усилени-бойни, бойни, понижено-бойни, намалени и безпламенни (за използване през нощта). Максималната далечина на стрелбата с усилено-бойния заряд от 97,5 кг с бронебоен снаряд и начална скорост от 920 м/с при ъгъл на възвишение от 45° достига 37,5 км. Сперед Чернишев техническата скорострелност съставлява пет и половина изстрела в минута. Ъгълът на снижаване е 4°, ъгълът на възвишение – 50°. Според Якубов техническата скорострелност съставлява шест изстрела в минута (цикъл на стрелба от 10 с), показаната на изпитанията е пет и половина. Според него ъгълът на снижаване е 4°, ъгълът на възвишение – 48°, ъгълът на зареждане – 6°30`. Практическата скорострелност, съставляваща първоначално два изстрела, постепенно е доведена до 4 – 5 изстрела в минута.
Системата на приборите за управление на стрелбата „Молния-АЦ“ на крайцерите от проекта 26-бис се отличава от системата „Молния“, поставена на типа „Киров“. В „Молния-АЦ“ за отчитане на ъглите на крена се използва жировертикалът „Шар“, влизащ в системата на приборите за управление на огъня на зенитната артилерия „Горизонт-2“. Вече ПУС позволяват да се осъществява стрелба по невидима цел при коригиране на огъня от самолет. Това позволява на крайцерите от проекта 26-бис да реализират пълната далекобойност на своята артилерия, за разлика от техните предшественици.
През 1944 г. крайцерите получават РЛС за управление на огъня.
Зенитната артилерия за далечна стрелба включва шест 100-мм универсални установки Б-34, разположени на кърмовата надстройка, по три на борд.
За всяко оръдие са предвидени по 300 изстрела.

### Брониране
Дебелината на броневия пояс и броневите траверси на 61-вия и 219-ия шп. съставлява 70 mm (на „Киров“ – 50 mm). Също 70 mm е дебелината на бронята на предните стени и покривите на кулите на главния калибър и техните барбети и 30 mm – хоризонталната и вертикалната защита на рулевото и румпелното отделения. Страните и задната стена на кулите имат дебелина 50 мм. Според изчисленията на италианските конструктори такова брониране дава зона на свободно маневриране от 152-мм полубронебойните британски снаряди на дистанции от 75 до 120 кбт (според сметките на Платонов от 62 до 97) и от 155-мм снаряди на френските леки крайцери на дистанции от 75 до 130 кбт. Според разчетите на съветските конструктори такова брониране дава зона на свободно маневриране от 152-мм бронебойни снаряди на орудията Б-38 на дистанции от 97 до 122 кбт.

### Главна енергетична установка
Два главни турбозъбчати агрегата с номинална проектна мощност от 55 000к.с. всеки са поместени автономно в носовото и кърмовото машинни отделения. ГТЗА ТВ-7 се произвежда от Харковския електромеханичен и турбогенераторен завод (ХЕТЗ). Всеки ГТЗА е с три турбини за преден и две турбини за заден ход, състои се от три корпуса
турбини за високо, средно и ниско налягане със стъпала за крейсерски и икономичен ход. Турбините са само активен тип, което дава висока надеждност на работата при известна загуба на икономичност. Честотата на въртене на турбините е ниска – ТВН и ТСН 2290 rpm, ТНН – 1760 rpm. Носовият агрегат работи за гребния винт по десния борд, а кърмовия – за винта на левия борд. Бронзовите трилопастни винтове са с диаметър 4,7 m. поради използването на нискооборотните турбини габаритите на агрегата са големи
Главните котли са водотръбни, шатров тип – намират се в автономни водонепроницаеми отделения и са подсигурени с двоен комплект спомагателни механизми и топлообменни апарати. Тяхната паропроизводителност е 106 t/h перегрята пара с налягане 25 kg/cm² и температура 325°C. Теплинният КПД на котела е 72%. Запасът на захранващата ги вода се попълва от изпарители, поставени в котелни отделения №3 и №6.
Средният разход на гориво на икономичен ход при изпитанията на крайцера „Калинин“ съставлява 0,623 kg/к.с./h.
Скоростта на пълен ход за крайцерите от проекта 26-бис съставлява 35,0 възела, на крайцерския – 25,0 възела, на икономичния – 17,8 възела.
На икономичен режим действа само един котел във всеки ешелон, на крайцерски режим по два, при останалите – всичките шест.
Основният запас гориво (флотски мазут марка „Ф“) се съхранява в междудънното пространство, разходните цистерни се намират в бордови отсеци. Нормалният запас гориво съставлява 650 t, пълният – 1660 t, най-голям – 1750 t.
Главните турбозъбчати агрегати на крайцерите се показват като надеждни в работата им.
Мощността на четирите генераторa тип ПСТ-44/23 съставлява 660 кW (по 165 кW всеки) работещи на постоянен ток (230 V), има и два дизел-генератора ПГ-2 (дизели 8Л-Ч) (по 165 кW всеки). На „Калинин“ и „Каганович“ вместо тях има два дизел-генератор тип ПГ-2 с мощност по 300 кВт и напрежение от 220 В постоянен ток.

## Модернизации
На крайцера „Молотов“, на 12 септември 1943 г., вместо стария поставят модернизиран катапулт.
С появата на радиолокационните станции и вертолетите, корабните самолети-разузнавачи губят своето значение, за това, през октомври 1947 г. от крайцерите са демонтирани катапултите.

## Служба

### „Максим Горки“
Главен строител – Н. Ф. Мучкин, а след това В. С. Боженко. При строителството обозначението на крайцера е „поръчка № 270“. От 22 до 24 септември крайцера прави първото си излизане в морето. Отговорен за предаването от завода-строител е М. М. Михайловски. Сметната стойност за построяването съставлява 60 млн. рубли.
При влизането в строй на „Максим Горки“ се насчитат 56 души начсъстав, 159 младши командири, 682 краснофлотеца – всичко 897 души.
През 13 – 14 декември е пребазиран от Кронщат в Талин. На 14 юни преминава в Уст-Двинск.
През май 1941 г. преминава в Талин. На 14 юни е пребазиран в Уст-Двинск.

### „Молотов“
Строителството на крайцера, който е кръстен „Молотов“, започва в Николаевския завод № 198 на 14 януари 1937 г. Секциите на корпуса се сглобяват на малкия стапел № 4. След освобождаване на стапел № 1 средната част на корпуса е приспусната до ръба във водата, а след това със 150-тонен кран нейните секции започват да се подават на стапел № 1. Спуска на вода е осъществен на 4 декември 1939 г. От 11 ноември 1940 г. до 18 март 1941 г. са заводските изпитания, а от 19 март до 31 май и държавните изпитания. На ходовите изпитания кораба показва най-добрите за крайцерите от своя проект скоростни показатели: 36,3 възела, при мощност на турбините от 133 хил. к.с. Влиза в състава на Черноморския флот на 14 юни 1941 г.
На крайцера е поставена първата корабна радиолокационна станция за търсене „Редут-К“.
На крайцера, на 26 – 27 декември 1941 г., в Поти са натоварени 15 вагона боеприпаси, 1200 бойци и командири. На 28 декември крайцерът вдига котва и взема курс към Севастопол, при прехода скоростта достига 32 възела.
В нощта на 21 по 22 януари 1942 г., в резултат на щорм, е повредена обшивката на левия борд в кърмовия край, от 264-тия шпангоут до транеца, по левия борд се скъсват 4 шпангоута (от 290 до 293-тия), счупен е кърмовия клюз, на 400 mm е огънат форщевена, наводнен е таранния отсек, повредени са тръбопроводите на отоплението в кърмовите помещения и оборудването на отсека за димоапаратурата.
Ремонтът на крайцера се прави в кораборемонтния завод в Туапсе, форщевенът така и не е поправен напълно, което намалява скоростта на „Молотов“ с 2 – 3 възела.
На 14 юни, в 8:21,„Молотов“ отплава от Туапсе, като при това развива 30-вълова скорост, в 11:15 пристига в Новоросийск.
На 2 август 1942 г. в 1.27 торпедо уцелва кърмата на кораба отдясно.
Последствията от въздушната атака се оказват сериозни. Взривът откъсва 20 m от кърмовия край на крайцера (до 262-рия шп.) с руля, румпелното отделение с рулевата машина и химическия отсек. В кърмовите отсеци загиват 18 души.
Ремонтът предвижда присъединяването към корпуса на повредения кораб на новата кърма на недостроения крайцер от проекта 68 – „Фрунзе“ (тя е по-голяма на места от 200 до 1500 mm) за сметка на разглобяване на външната ѝ обшивка и бордовия набор, последващо огъване на набора и сглобяване по новите образувания. Наистина, след това „Молотов“ няма вече нормални обводи на корпуса. Максималната скорост след ремонта съставя около 28 възела.
На 3 август 1957 г. след разобличението на антипартийната група Молотов, Каганович и Маленков, корабът е преименуван на „Слава“, което става обект за шеги – „Слава“ е съкращение от името „Вячеслав“, а именно такова е и малкото име на Молотов. На 14 януари 1959 г. крайцерът излиза от бойния състав и е законсервиран, а след година и половина е разконсервиран и отново влиза в строй.

### „Каганович“
За дострояващите се в годините на войната „Каганович“ и „Калинин“ няма 100 mm/56 оръдия и те получават 85 mm/52 90-К. Стойността на построяването на „Каганович“ е 111,2 млн. руб. „Каганович“ през 1946 г. е преименуван на „Лазар Каганович“, а на 3.08.1957 г. – в „Петропавловск“. На 6 февруари 1960 г. е изключен от списъците.

### „Калинин“
Заложен на 12 юни 1938 г. на завод номер 199 в Комсомолск на Амур. Спуснат на вода на 8 май 1942 г. Влиза в строй в Тихоокеанския флот на 31 декември 1942 г.
Стойността на построяването на „Калинин“ достига 108 млн. руб.
| Проект  | Име            | Заложен             | Спуснат на вода    | Дата на влизане в строй | Флот         | Дата на изключване от списъците |
| ------- | -------------- | ------------------- | ------------------ | ----------------------- | ------------ | ------------------------------- |
| 26-бис  | „Максим Горки“ | 20 декември 1936 г. | 30 април 1938 г.   | 12 декември 1940 г.     | Балтийски    | 18 април 1958 г.                |
| 26-бис  | „Молотов“      | 14 януари 1937 г.   | 4 декември 1939 г. | 14 юни 1941 г.          | Черноморски  | 4 април 1972 г.                 |
| 26-бис2 | „Калинин“      | 12 юни 1938 г.      | 8 май 1942 г.      | 31 декември 1942 г.     | Тихоокеански | 12 април 1963 г.                |
| 26-бис2 | „Каганович“    | 26 август 1938 г.   | 7 май 1944 г.      | 8 февруари 1947 г.      | Тихоокеански | 1964 г.                         |

## Оценка на проекта
В книгата на немския адмирал Маршал тези кораби са отнесени към тежките крайцери. При това Съветският Съюз, по времето на разработване и началото на строителството на дадените крайцери не участва в международните договори за ограничаване на морските въоръжения и се присъединява към тях по-късно.
А. В. Платонов отнася корабите от проекта 26-бис към подкласа на тежките крайцери:

Крайцерите от пр. 26 и 26-бис според съществуващата световна класификация се отнасят към тежките крайцери. Но поради оригиналния си главен калибър – 180 mm – и своето брониране те се оказват по-слаби даже и от първите британски и френски тежки крайцери, а по сравнение с германските или американските „набори“ изглеждат откровено слабо. Залога на висока скорост, по-скоро, не се оправдава. Макар и за това, че в бойна обстановка най-новият „Молотов“ все така развива не повече от 28 възела

.
| Сравнителни ТТХ на проекта 26-бис и неговите чуждестранни аналози | Сравнителни ТТХ на проекта 26-бис и неговите чуждестранни аналози | Сравнителни ТТХ на проекта 26-бис и неговите чуждестранни аналози | Сравнителни ТТХ на проекта 26-бис и неговите чуждестранни аналози | Сравнителни ТТХ на проекта 26-бис и неговите чуждестранни аналози | Сравнителни ТТХ на проекта 26-бис и неговите чуждестранни аналози |
| Основни елементи                                                  | Аржентина „Вейнтисинко де Майо“                                   | СССР 26-бис                                                       | Япония „Фурутака“                                                 | Япония „Аоба“                                                     | Великобритания „Йорк“                                             |
| ----------------------------------------------------------------- | ----------------------------------------------------------------- | ----------------------------------------------------------------- | ----------------------------------------------------------------- | ----------------------------------------------------------------- | ----------------------------------------------------------------- |
| Водоизместимост, стандартна/пълна, t                              | 6800/9000                                                         | 8048/9575 – 9882                                                  | 8700/11 273 – 11 275                                              | 9088/11 660                                                       | 8250 – 8390/10 350 – 10 490                                       |
| Енергетична установка, к.с.                                       | 85 000                                                            | 110 000                                                           | 103 400                                                           | 110 000                                                           | 80 000                                                            |
| Максимална скорост, възела                                        | 32                                                                | 35                                                                | 33                                                                | 33                                                                | 32 – 32,25                                                        |
| Далечина на плаване, мили на скорост, възела                      | 8030 (14)                                                         | 4880 (17,8)                                                       | 7900 (14)                                                         | 8223 (14)                                                         | 10 000 (14)                                                       |
| Артилерия на главния калибър                                      | 3×2 – 190 mm                                                      | 3×3 – 180 mm                                                      | 3×2 – 203 mm                                                      | 3×2 – 203 mm                                                      | 3×2 – 203 mm                                                      |
| Универсална артилерия                                             | 6×2 – 102 mm                                                      | 6×1 – 100 mm                                                      | 4×1 – 120 mm                                                      | 4×1 – 120 mm                                                      | 4×1 – 102 mm                                                      |
| Лека зенитна артилерия                                            | 6×1 – 40 mm                                                       | 9×1 – 45 mm/46, 4×1 – 12,7 mm                                     | 4×2 – 25 mm, 2×2 – 13,2 mm                                        | 4×2 – 25 mm, 2×2 – 13,2 mm                                        | 4×1 – 40 mm, 2×4 – 12,7 mm                                        |
| Торпедно въоръжение                                               | 2×3 – 533 mm ТА                                                   | 2×3 – 533 mm ТА                                                   | 2×4 – 610 mm ТА                                                   | 2×4 – 610 mm ТА                                                   | 2×3 – 533 mm ТА                                                   |
| Брониране, mm                                                     | пояс – 70, палуба – 25, кули – 50, рубка – 65                     | пояс – 70, палуба – 50, кули – 70, рубка – 150                    | пояс – 76, палуба – 32 – 35, кули – 25                            | пояс – 76, палуба – 32 – 35, кули – 25                            | пояс – 76, палуба – 37, кули – 25, погреби – 76 – 140             |
| Екипаж, души                                                      | 780                                                               | 897                                                               | 639                                                               | 657                                                               | 628                                                               |

Ако се сравняват корабите от проекта 26-бис с другите тежки крайцери с намалена водоизместимост (не напълно съответстващи на „вашингтонския“ стандарт), то може да се отбележи тяхното по-мощно въоръжение и по-малката далечина на плаване. Макар появата на такива кораби в своите флоти да е обусловено от съвършено различни причини, недостатъчността на защитата им е очевидна (крайцерите тип „Йорк“ понякога са наричани и „полутежки“), тяхната броня не ги защитава от преки попадения на осемдюймови снаряди на всякакви дистанции и подобните кораби губят при съпоставката им с пълноценните „вашингтонски“ крайцери. „Ексетър“ няма късмет и той в бой се среща със „супертежките“ (крайцерите в нарушение на договора са построени с превишаване на стандарта за водоизместимост) – японски крайцери от типа „Миоко“ (в последния му бой то сам трябва да се бие против четирима) с предсказуем резултат. Сравнението на проекта 26-бис със съразмерните чужди крайцери показва, че
съветския кораб има значителни преимущества по далечина на стрелбата с главния калибър и по тегло на бордовия залп.
Далечината на стрелба с неговите 180 mm оръдия е 211 кбт. (38,6 km), т.е. е с 20 – 30% повече, отколкото при най-добрите образци 203 mm оръдия на „вашингтонските“ крайцери. Но при дистанции до 80 кбт. английските, американските, френските и италианските леки крайцери със същата водоизместимост имат огнево превъзходство благодарение на по-високата скорострелност на своите 152 mm оръдия (4 – 7 изстр./мин.). Сред по-малките крайцери по-добре са бронирани само „Колони“, всички останали крайцери губят по защита спрямо съветския крайцер. Крайцерите от проекта 26-бис показват висока живучест: те при натъкването си на мини и след попадения на авиобомби се оказват способни да съхраняват своята устойчивост и плавучест. Разрушенията по корабите, макар и значителни по обем, се ограничават само до небронираните части. Жизненоважните отсеци, защитени с броня, страдат само от сътресенията – случаи на проникване на снаряди или бомби под тяхната броня няма. Далечината на плаване, достатъчна за Балтийско и Черно море, се оказва явно недостатъчна за Северния и Тихоокеанския театър. По тази си характеристика, съветските крайцери отстъпват на много от чуждите, особено на английските. Но задачите и районите на действие при тях са различни. Британските кораби подсигуряват интересите на Британската империя във всяка точка на Световния океан. Основната задача при съветските крайцери, е нанасянето на „съсредоточен
удар“ по противника, опитващ се да пробие към крайбрежието на Съветския съюз. Последващите серии съветски крайцери са предназначени за действия в океана и имат внушителна далечина на плаване.